# Pseudochromis natalensis
Pseudochromis natalensis är en fiskart som beskrevs av Regan, 1916. Pseudochromis natalensis ingår i släktet Pseudochromis och familjen Pseudochromidae. Inga underarter finns listade i Catalogue of Life.